# Соланеа
Соланеа (порт. Solânea) — муниципалитет в Бразилии, входит в штат Параиба. Составная часть мезорегиона Сельскохозяйственный район штата Параиба. Входит в экономико-статистический микрорегион Куриматау-Ориентал. Население составляет 32 716 человек на 2007 год. Занимает площадь 265,921 км². Плотность населения — 121,6 чел./км².

## История
Город основан 26 ноября 1953 года. 

## Статистика
- Валовой внутренний продукт на 2003 год составляет 58 525 194,00 реалов (данные: Бразильский институт географии и статистики).
- Валовой внутренний продукт на душу населения на 2003 год составляет 1876,29 реалов (данные: Бразильский институт географии и статистики).
- Индекс развития человеческого потенциала на 2000 год составляет 0,615 (данные: Программа развития ООН).

## География
Климат местности: тропический.